# Xyrichtys bimaculatus
Xyrichtys bimaculatus es una especie de peces de la familia Labridae en el orden de los Perciformes.

## Morfología
- Los machos pueden llegar alcanzar los 28,5 cm de longitud total.[1]

## Distribución geográfica
Se encuentra en el Mar Rojo, Golfo Pérsico, India y el este de Papúa Nueva Guinea.